# Duesenberg Model J
Duesenberg Model J är en lyxbil, tillverkad av den amerikanska biltillverkaren Duesenberg mellan 1928 och 1937. 

## Bakgrund
Sedan Errett Lobban Cord tagit över företaget 1926 gav han Fred Duesenberg uppdraget att bygga den bästa bilen på marknaden, oavsett kostnaden. Resultatet, Duesenberg Model J, presenterades i december 1928, på höjden av det glada tjugotalet. 

## Duesenberg Model J
Den nya bilen fick ett konventionellt chassi med stela axlar fram och bak upphängda i längsgående bladfjädrar. Som alla Duesenberg-modeller hade den hydrauliska bromsar. Motorn var en rak åtta på 6,9 liter med dubbla överliggande kamaxlar och fyra ventiler per cylinder. Effekten uppgavs till 265 hk, mer än dubbelt mot närmaste konkurrent. Även om siffran i efterhand konstaterats vara lätt överdriven fanns det ingen konkurrent som kunde erbjuda en så avancerad och stark motor.
Precis som många andra tillverkare av lyxbilar vid tiden byggde Duesenbergfabriken endast chassi och motor. Karossen byggdes därefter av en erfaren tillverkare, enligt kundens specifikation. Enbart chassit kostade $8 500 och priset höjdes ytterligare 1931 till $9 500. En kaross kostade därutöver från $2 500 och uppåt. Detta kan jämföras med en A-Ford som i sitt enklaste utförande kostade $385 eller en Cadillac V16 där priserna började på $5 350. 
Från 1932 såldes motorn även med kompressor och en uppgiven effekt på 320 hk. Modellen har i efterhand döpts till Model SJ, men Duesenberg använde själva aldrig den benämningen. Endast 36 bilar lämnade fabriken med kompressormotor. Duesenberg byggde även två stycken speciella SSJ-bilar med kort hjulbas och motor med närmare 400 hk. Bilarna såldes till trettiotalets stora Hollywood-stjärnor Clark Gable och Gary Cooper.
Sedan Fred Duesenberg omkommit i en bilkrasch 1932 upphörde i princip utvecklingen av bilen. Med sin stora, lodräta kylare och osynkroniserade växellåda framstod den som omodern i mitten av trettiotalet. Den sista uppdateringen var Model JN från 1935, med längre hjulbas och mindre hjul. Endast tio bilar byggdes, varav två med kompressormotor.
Tillverkningen upphörde 1937 när E. L. Cords företagsgrupp gick i konkurs och drog med sig Duesenberg i fallet.

## Motorer
| Modell   | Motor                   | Cylindervolym | Effekt | Bränslesystem                       |
| -------- | ----------------------- | ------------- | ------ | ----------------------------------- |
| Model J  | 8-cyl radmotor DOHC 32v | 6882 cm³      | 265 hk | Enkel tvåportsförgasare             |
| Model SJ | 8-cyl radmotor DOHC 32v | 6882 cm³      | 320 hk | Enkel tvåportsförgasare, kompressor |

## Galleri

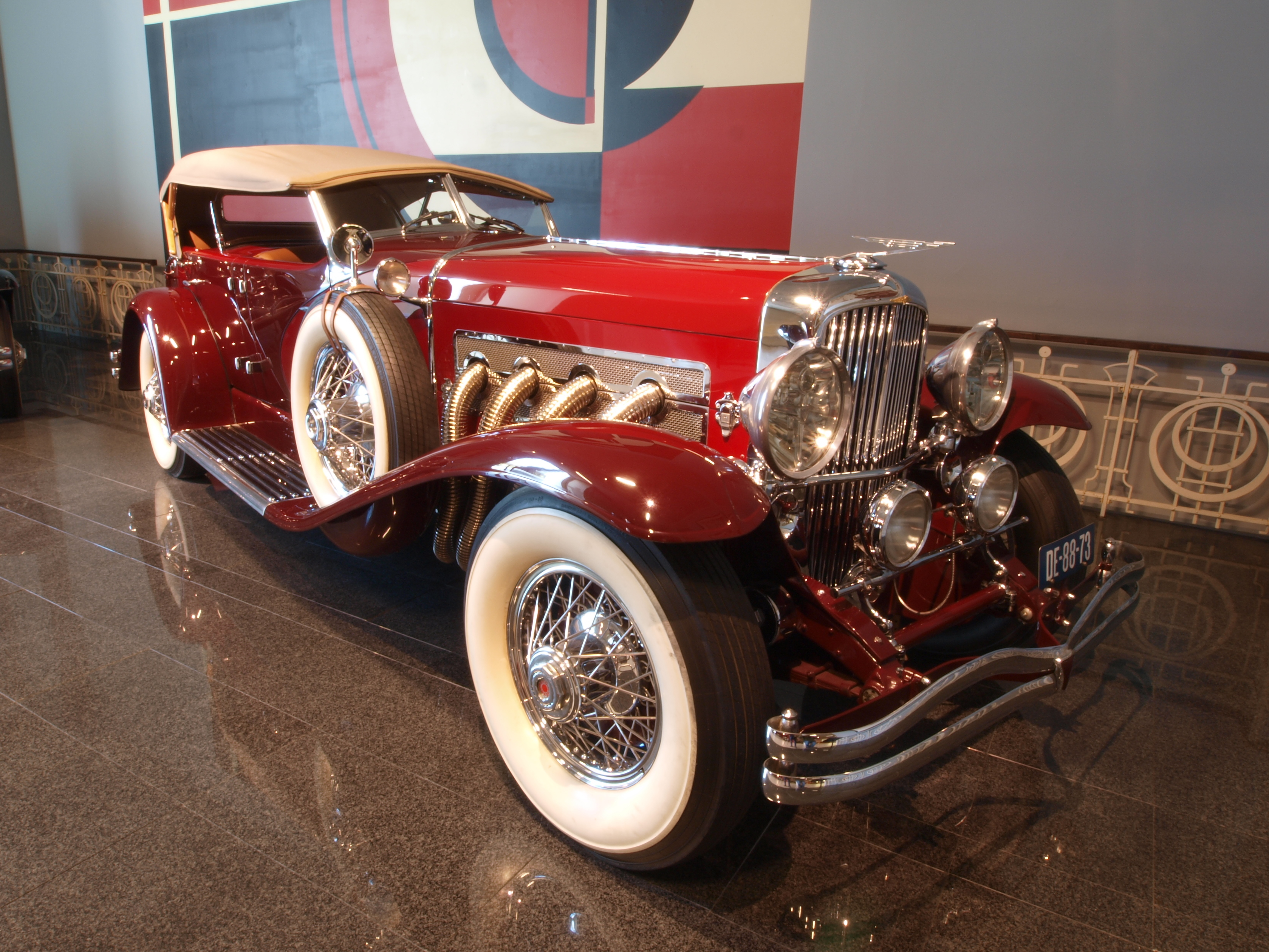
Duesenberg Model SJ 1935
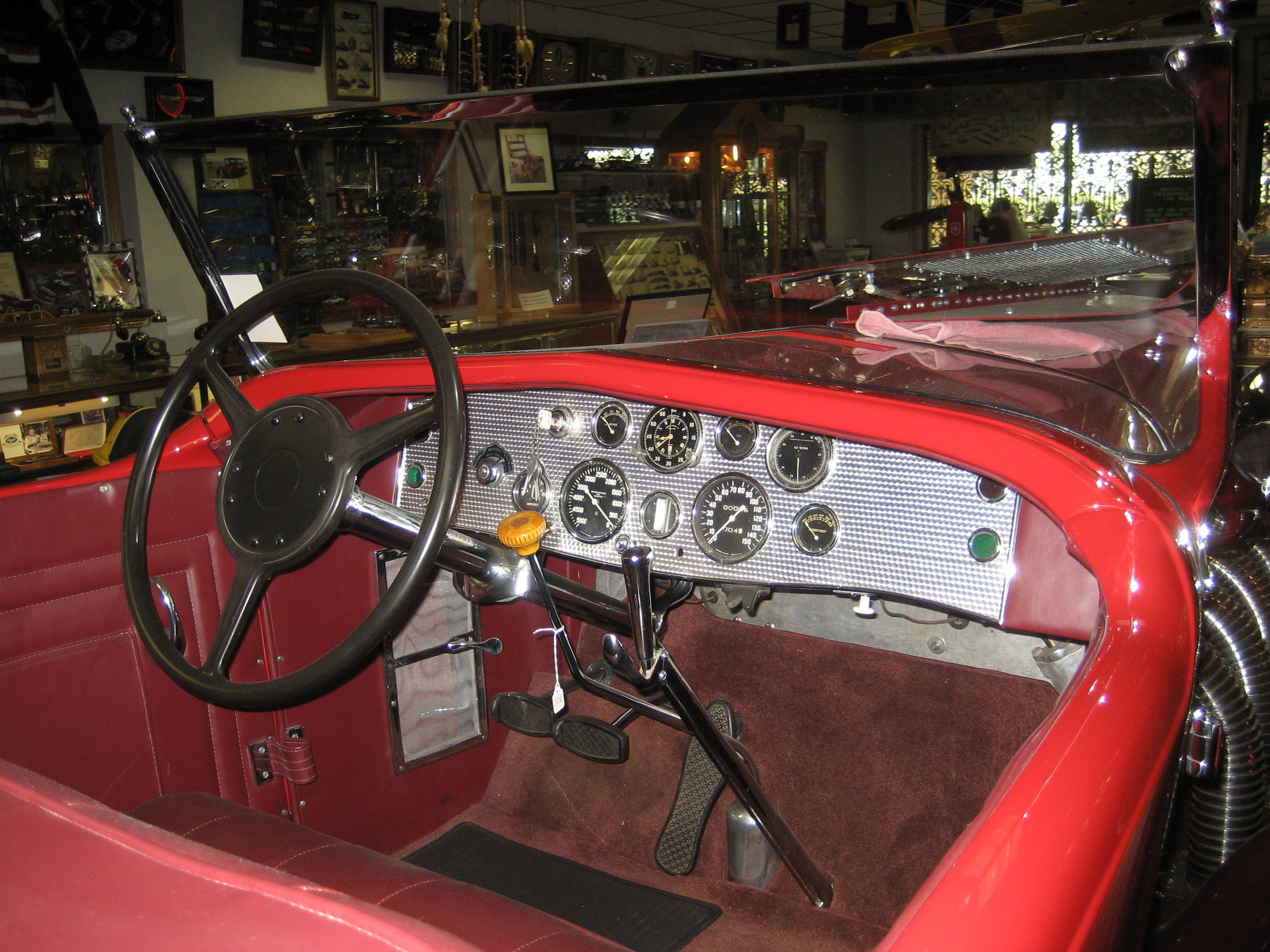
Instrumentbräda
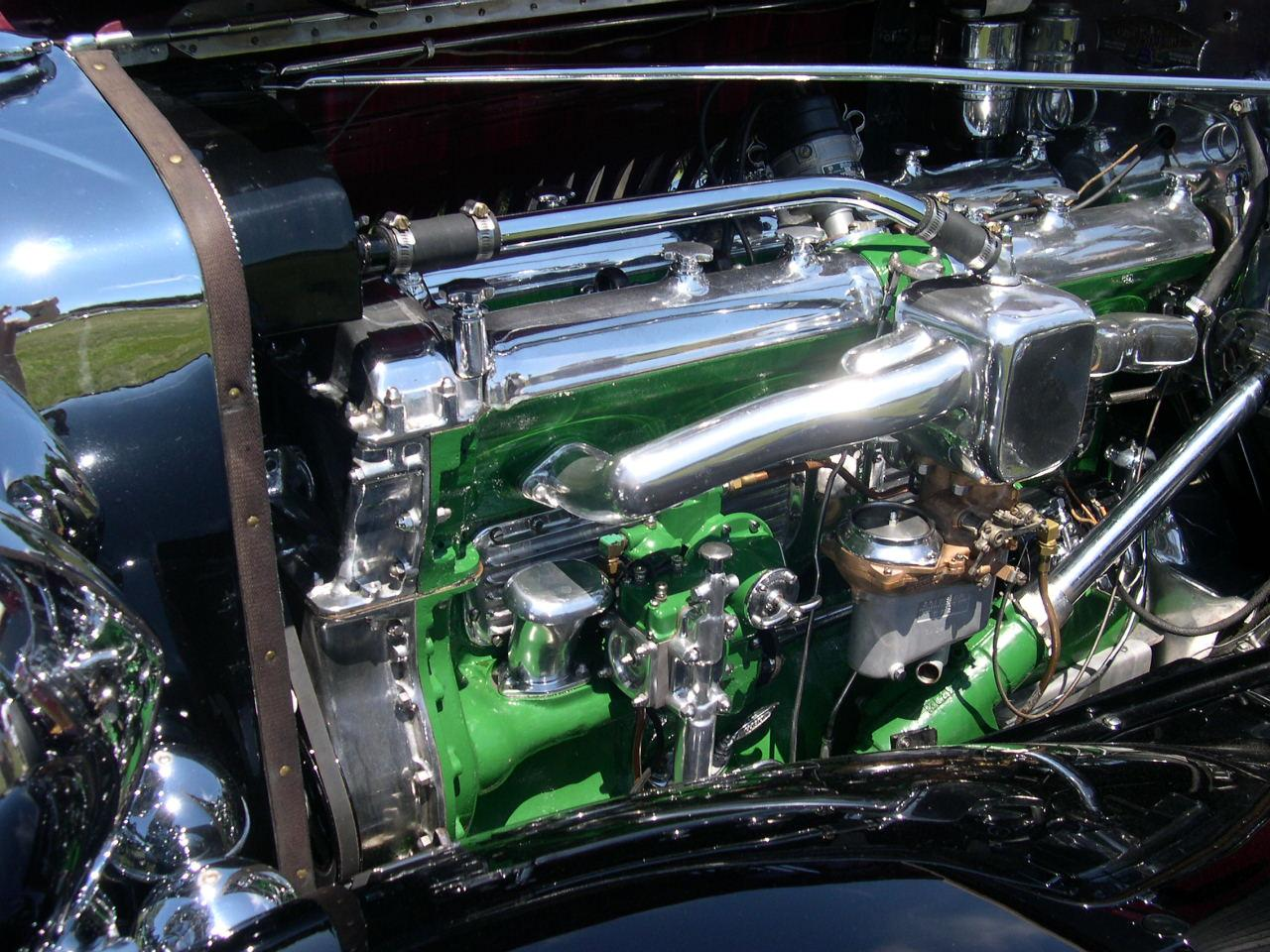
Motor
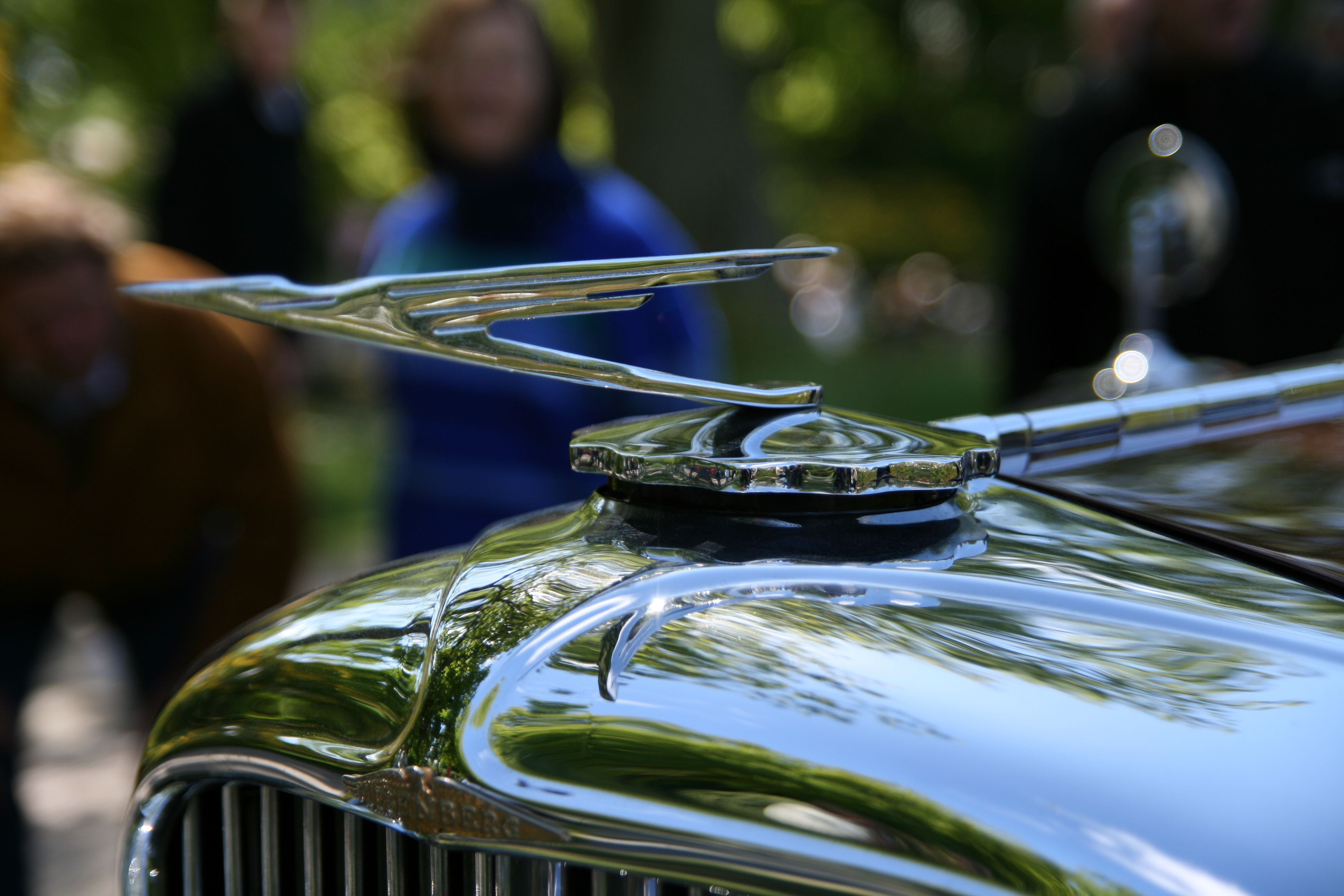
Kylarprydnad